# Edward Thomas
Edward Thomas (nom Tlingit: T'sa Xoo, nom Haida: Skil' Quidaunce) és un polític tlingit del clan Sukteeniedee (gos salmó).
Es graduà en ciències i del 1984 al 2007 i de 2010 a 2014 fou president del Tlingit & Haida Central Council.